# 밤에 찾아온 여인
밤에 찾아온 여인은 한국에서 제작된 이주영 감독의 1962년 영화이다. 김혜정 등이 주연으로 출연하였고 이주영 등이 제작에 참여하였다.

## 출연

### 주연
- 김혜정
- 이훈
- 허장강

## 제작진
- 조명: 이병준
- 미술: 이문현